# Cserényi Gyula
Cserényi Gyula (Kecskemét, 1989. augusztus 10. –) magyar villamosmérnök, űrhajós.

## Életútja
2024 májusában választották ki a HUNOR program négy hivatásos űrhajósjelöltből álló keretéből. Terv szerint Kapu Tibor magyar űrhajós tartalékos személyzete lesz a Nemzetközi Űrállomásra induló Ax-4 küldetés részeként.
2022 és 2024 között egy országos válogatási kampányban került a HUNOR program 247 jelöltje közé. A kiválasztásakor 35 éves villamosmérnök a Robert Bosch vállalat hatvani ipartelepén felelt a középfeszültségű elektromos hálózat üzemeltetéséért. Kiképzésének utolsó szakasza jelenleg az egyesült államokbeli Houstonban zajlik a NASA és az Axiom Space vállalat közreműködésével.
Nős, két gyermek édesapja.